# Sepsis lateralis
Sepsis lateralis är en tvåvingeart som beskrevs av Christian Rudolph Wilhelm Wiedemann 1830. Sepsis lateralis ingår i släktet Sepsis och familjen svängflugor. Inga underarter finns listade i Catalogue of Life.